# 施洪熙
施洪熙（1906年—1982年），男，祖籍福州闽侯，生于上海，中国电力专家，曾任电力工业部电力科学研究院总工程师，第四届全国政协委员。